# (29087) 1980 VW2
A (29087) 1980 VW2 a Naprendszer kisbolygóövében található aszteroida. Schelte J. Bus fedezte fel 1980. november 1-jén.